# Rogas oyeyamensis
Rogas oyeyamensis är en stekelart som först beskrevs av Watanabe 1937.  Rogas oyeyamensis ingår i släktet Rogas och familjen bracksteklar. Inga underarter finns listade i Catalogue of Life.